# 卡尤叙方丹
卡尤叙方丹（法語：Cailloux-sur-Fontaines，法語發音：[kaju syʁ fɔ̃tɛn] ⓘ，意为“方丹上方的卡尤”）是法国里昂大都会的一个市镇，属于里昂区。

## 地名
“方丹”（Fontaines）意为“泉”。法语地名通名在“枫丹白露”（Fontainebleau）等少数拥有传统译名的地名中译作“枫丹”，不过在《世界地名翻译大辞典》、《世界地名译名词典》和《法国地图册》等主流地名译名类书籍资料中多译作“方丹”。

## 地理
卡尤叙方丹（45°51'9"N, 4°52'29"E）面积8.69 平方千米，位于法国奥弗涅-罗讷-阿尔卑斯大区里昂大都会，后者为法国的一个特殊地位集体，自2015年脱离罗讷省成立，位于法国中东部，中心城市为里昂。
与卡尤叙方丹接壤的市镇（或旧市镇、城区）包括：米奥奈、米里贝勒、蒙塔奈、里约拉帕普、萨托奈村、索恩河畔弗勒里约、方丹圣马丹。
卡尤叙方丹的时区为UTC+01:00、UTC+02:00（夏令时）。

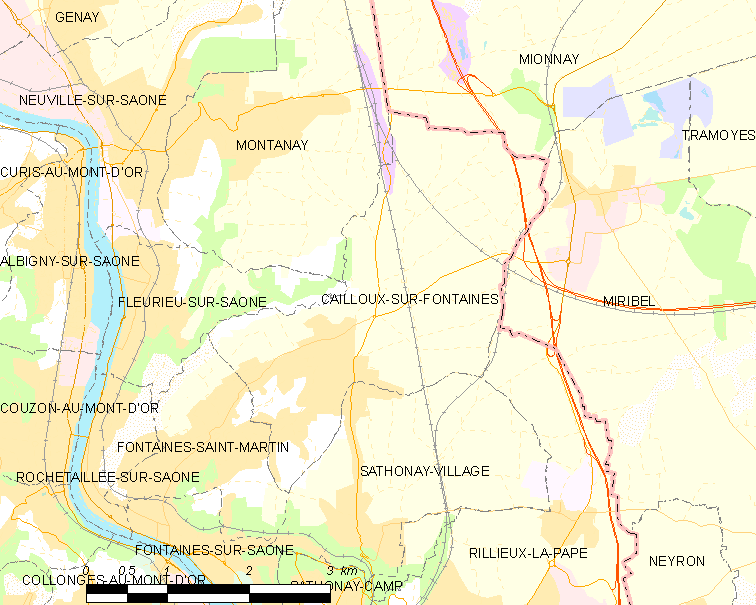
卡尤叙方丹的OSM定位图

## 行政
卡尤叙方丹的邮政编码为69270，INSEE市镇编码为69033。

## 政治
卡尤叙方丹的现任市长为安热莉克·昂代兰（Angélique Enderlin）女士，任期为2020-2026年。

## 人口

1962-2008年间卡尤叙方丹人口变化图示

卡尤叙方丹于2022年1月1日时的人口数量为2951人。